# Chronograf

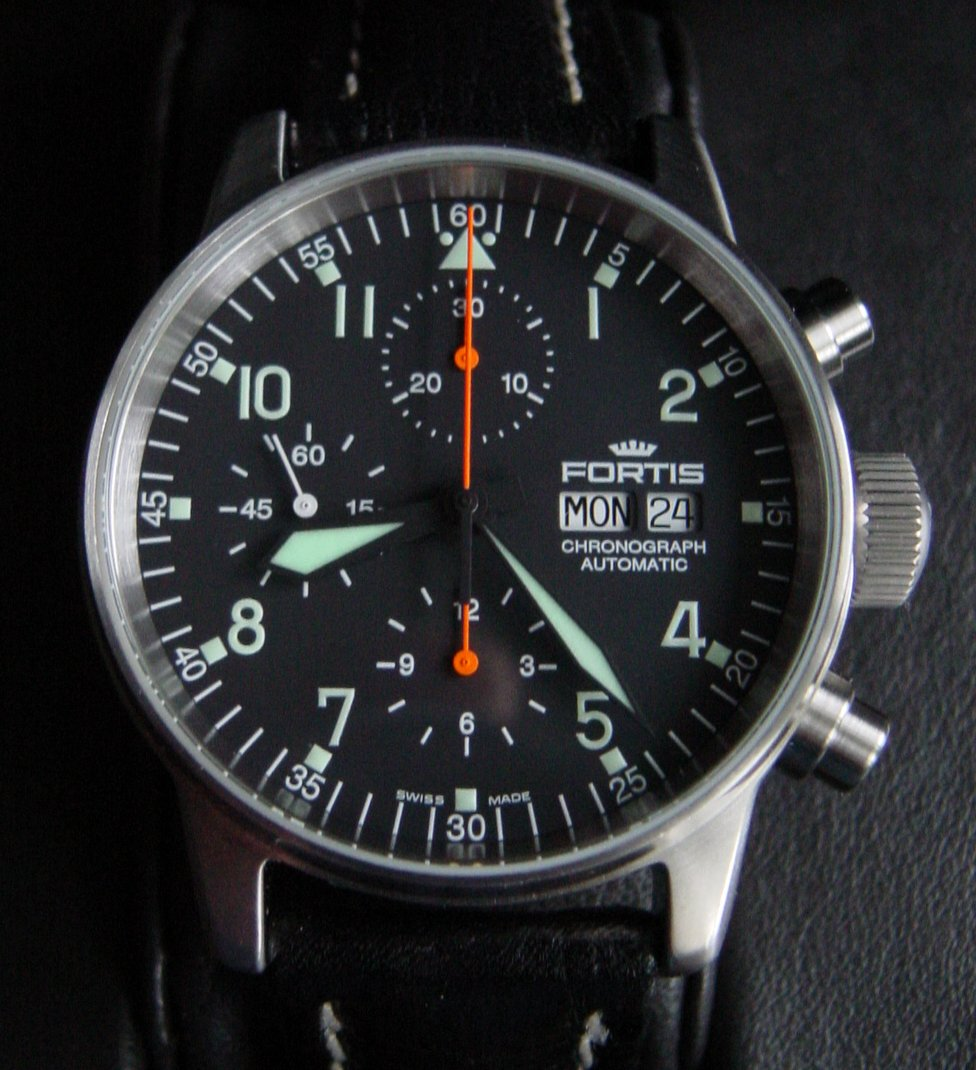
Mechanický náramkový chronograf

Slovem chronograf se většinou označují hodinky vybavené funkcemi pro přesné odměřování kratších časových intervalů, tj. funkcemi stopek. Chronograf se pozná podle několika subčíselníků s ručkami a běžně dvou tlačítek nad a pod korunkou. U elektronických chronografů se odměřovaný čas zobrazuje digitálně.

## Popis
Centrální sekundová ručička měří u chronografu odměřovaný interval v sekundách, zvláštní ručka podle provedení chronografu ukazuje setiny, desetiny, minuty a případně hodiny. Odměřování se většinou spouští a zastavuje tlačítkem nad korunkou, vynulování se provádí tlačítkem pod korunkou. 

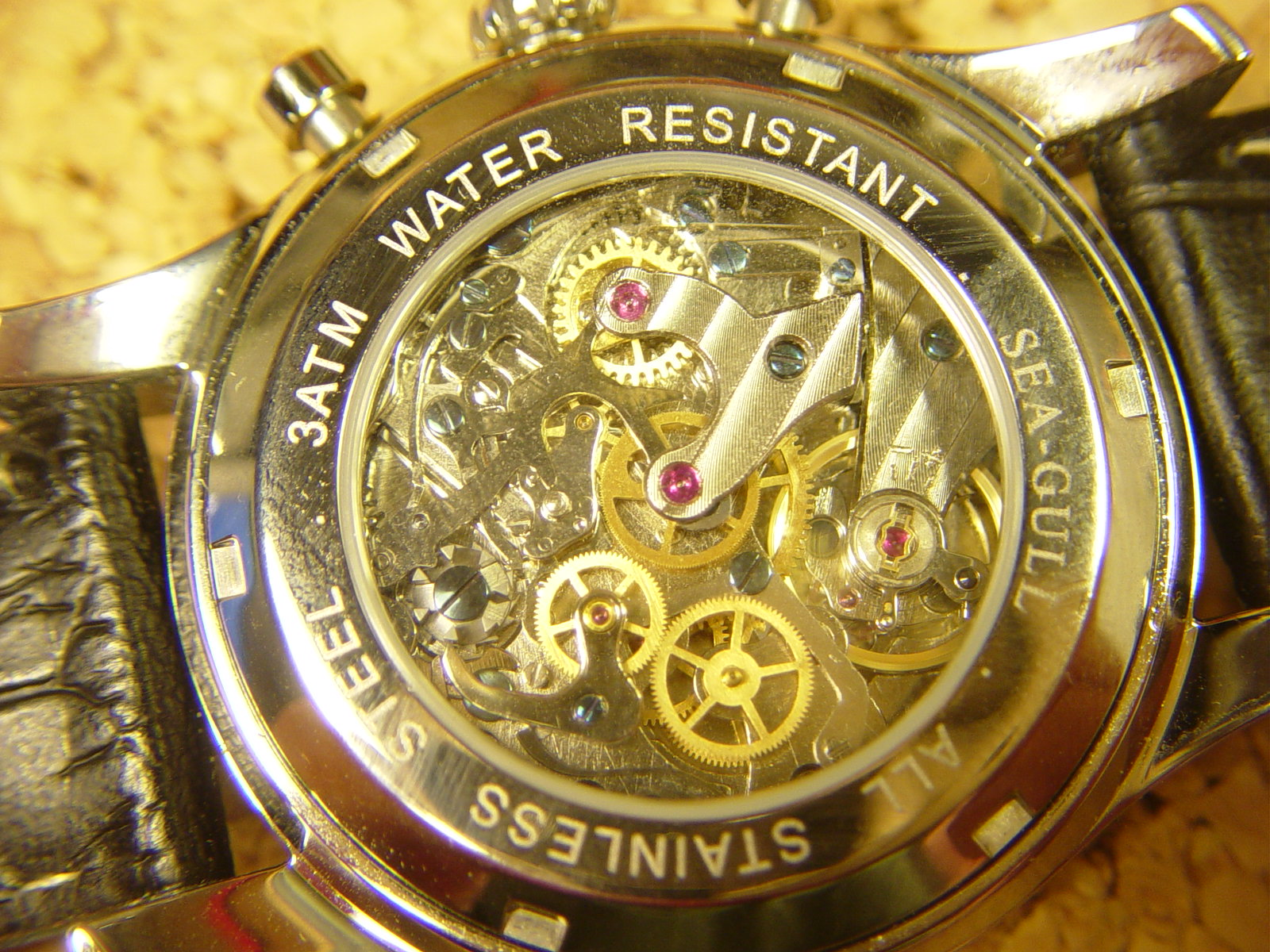
Mechanismus chronografu
(Seagull)

Na okraji ciferníku bývají i další stupnice. Nelineární tachymetrická stupnice slouží k měření rychlosti, obvykle na kilometrovém úseku dráhy. Na jednom kilometrovníku se měření spustí a na následujícím zastaví; ručka pak přímo ukazuje rychlost v kilometrech za hodinu. Lineární telemetrická stupnice měří vzdálenost například blesku nebo výstřelu: měření se spustí, když je vidět záblesk, a zastaví, když je ho slyšet; ručka pak ukazuje vzdálenost.
Mechanický chronograf obsahuje kvalitní hodinky, při začátku měření se kolo na hřídeli sekundové ručky uvede do záběru se sekundovým kolem hodinek, při skončení měření se ze záběru vyřadí. Záběr obstarávají kola s velmi jemným ozubením s trojúhelníkovitými zuby. Na hřídeli ručky je nasazeno takzvané srdíčko, kulisa ve tvaru srdce. Při vynulování se na kulisu přitlačí malá kladka, která ručku vrátí do nulové polohy. Celý mechanismus je poměrně složitý a vyžaduje velmi přesné zpracování, aby spolehlivě fungoval.